# サイバグ区
サイバグ区（サイバグ-く、中国語：沙依巴克区、ウイグル語：سايباغ رايونى）は、中華人民共和国新疆ウイグル自治区ウルムチ市に位置する市轄区。

## 概要
サイバグ区はウルムチ市の中心的な都市部で、東を河灘高速道路と天山区・水磨溝区と接し、西に新疆生産建設兵団104団と経済技術開発区（頭屯河区）を望み、南を烏拉泊遺跡とウルムチ県があり、北には新医路とハイテク開発区（新市区）がある立地である。総面積は約382平方キロ、漢民族、ウイグル族、回族、カザフ族、満州族、モンゴル族、シベ族、オロス族など43の民族が居住している。総人口は約70万人。新疆最大の鉄道交通網のハブとしてウルムチ南駅があり、碾子溝長距離旅客バスターミナルと5つの主要なビジネス地区がある。

## 教育
- 新疆師範大学
- 新疆大学（北キャンパス）
- 新疆石油学院
- 新疆農業大学

## 交通
欧州ヘと繋がるアジア横断鉄道の一部である蘭新線（兰新铁路）と北疆線及び南疆線が区内のウルムチ駅、ウルムチ南駅で交わっており、312国道、216国道、吐烏大高速道路、烏奎高速道路及び新疆各地を結ぶ国道が交わっている。南北交通のハブとなる鉄道の駅や長距離旅客バスターミナル、航空会社のチケットオフィスなども区内にある。
ウルムチ駅は2016年に新築竣工した。

## 観光
- ヤマリケ山（雅瑪里克山）
- 鞏寧城（巩宁城）

## 行政区画
18街道を管轄：
- 街道弁事処：長江路街道、ホータン街街道（和田街街道）、揚子江路街道、友好南路街道、友好北路街道、八一街道、炉院街街道、西山街道、ヤマリケ山街道（雅瑪里克山街道）、紅廟子街道、長勝東街道、長勝西街道、長勝南街道、火車南站街道、倉房溝街道、環衛路街道、騎馬山街道、平頂山街道